# 1644
1644 (MDCXLIV) a fost un an bisect al calendarului gregorian, care a început într-o zi de vineri.

## Evenimente
- 2 iulie: Bătălia de la Marston Moor. Prima mare înfrângere a armatei regale conduse de Prințul Rupert al Rinului și de Marchizul de Newcastle, în cadrul Primului Război Civil Englez (1642-1646).

## Nașteri
- 2 iulie: Abraham a Sancta Clara, scriitor austriac (d. 1709)
- 6 august: Louise de la Vallière, metresa regelui Ludovic al XIV-lea al Franței (d. 1710)
- 25 septembrie: Ole Rømer, astronom danez (d. 1710)
- 18 decembrie: Antonio Stradivari (Stradivarius), lutier italian (d. 1737)

## Decese
- 24 martie: Cecilia Renata de Austria, 32 ani, regină consort a Poloniei  (n. 1611)
- 25 aprilie: Chongzhen, împărat al Chinei, 33 ani (1627-1644), (n. 1611)
- 26 mai: Alfonso al III-lea d'Este, Duce de Modena, 52 ani (n. 1591)
- 29 iulie: Papa Urban al VIII-lea (n. Matteo Barberini), 76 ani (n. 1568)
- 6 octombrie: Elisabeta a Franței (n. Élisabeth de France), 41 ani, prima soție a regelui Filip al IV-lea al Spaniei (n. 1602)
- 30 decembrie: Jan Baptista van Helmont, 64 ani, alchimist, chimist, medic și fiziolog din Olanda (n. 1580)